# تفسیر تنزیلی
از سبک‌های نوپدید در تفسیر قرآن، سبک تفسیر تنزیلی (تفسیر به ترتیب نزول سوره‌ها) می‌باشد. کمال این سبک در اثر عبدالکریم بهجت پور در تفسیر همگام با وحی نمودار گشته که تاکنون شش جلد از آن توسط انتشارات تمهید روانه بازار نشر شده و در اختیار علاقه‌مندان قرار دارد. این نویسنده بر خلاف دیگر نویسندگان تفسیر تنزیلی با هدف کشف روش قرآن در مهندسی فرهنگی جامعه عصر نزول به عنوان جامعه و الگوی مدل تحول و مهندسی فرهنگی به این پژوهش دست زده است. کتاب تفسیر تنزیلی؛ مبانی، اصول، قواعد و فوائد نیز که در سال ۹۲ روانه بازار نشر گردید، به عنوان پشتیبان نظری این سبک تفسیری، به اثبات مبانی تفسیر تنزیلی، اصول تفسیر تنزیلی، قواعد تفسیر تنزیلی و فواید تفسیر تنزیلی می‌پردازد.
نکته دارای کمال اهمیت آنکه تفسیری تنزیلی به مثابه یک عملیات علمی روشمند، دارای مبانی، اصول و قواعدی است که تبیین آن‌ها موجد طراحی یک رشته علمی جدید است و سبکی نو در تفسیرنگاری قرآن به‌شمار می‌رود؛ چرا که سبک غالب تفسیرنگاری‌ها نشستن پای درس آیات و سور به ترتیب موجود در مصحف رسمی موجود در میان مسلمانان می‌باشد. در قرن‌های جدید هم با روش تفسیر موضوعی به کشف نظریات قرآن دربارهٔ موضوعات خاص پرداخته شده‌است و این تلاش‌های محققان باعث رفع بسیاری از ابهامات عارض شده بر آیات گشته و در کشف و استخراج مرادها و اغراض خدای متعال از آیات کمک نموده و به سؤالات فراوانی پاسخ داده است. ایجاد سبکی نو در نگاه به قرآن معلول نیازهای جدید می‌باشد. آنچنان که مسلمانان در سده‌های اولیه که دسترسی به منابع اصلی همچون قرآن، سنت نبوی، سنت اهل بیت و نظرات صحابه و تابعان داشتند، تا حدود سه قرن به‌طور غالب سراغ منابع غیر مأثور نرفتند، اما پس از این دوره به تدریج برای یافتن پاسخ برخی پرسش‌ها که در مطالب نقلی و مأثور جوابی نداشت یا داوری میان آن در هنگام تعارض و اجمال نصوص لازم بود، به روش‌های اجتهادی و عقلی روی آورند و از منابع جدید بهره گرفتند. کم کم نیز سوالاتی مطرح شد که سبک چینش مرسوم آیات پاسخگوی آن نبود و دانشمندان دینی علاقه داشتند تا نظر قرآن را در موضوع‌های مختلفی همچون توحید، نبوت، معاد، عقل، عرفان، حکومت اسلامی، خانواده و جامعه و موضوع‌های دیگری از این دست بدانند یا اخیراً با پیشرفت علم و حساس شدن برخی دانشمندان بر مقوله اعجاز علمی و ...، گاه موضوعی در خارج از قرآن مطرح و به‌طور مثال در حوزه فلسفه‌های اقتصادی یا امکان تفسیر تاریخ یا سنت‌های ثابت تاریخی و دیگر مقولات، نظریاتی مطرح می‌گشت که داوری و نگاه اسلام دربارهٔ این مقولات از طریق چینش موجود سوره‌ها در مصحف امکان نداشت، بلکه این مفسر بود که می‌بایستی با جستجوی فراوان در قرآن و کنار هم قرار دادن مجموعه آیات مرتبط، سعی در استخراج، ارزیابی و حتی گاه کشف نظریه قرآن در آن مورد خاص می‌نمود. تفسیر تنزیلی (به ترتیب نزول) نیز از این قصه مستثنی نیست. این سبک نیز از دیگر سبک‌هایی است که در میان دانشمندان معاصر، طرفدارانی پیدا کرده‌است و چندین تفسیرنگاری و حتی تاریخ‌نگاری با توجه به این سبک تألیف شده‌است. در این سبک منابع و ابزار تفسیری تفاوت نمی‌کند و مفسر با پذیرش امکان بهره‌گیری از منابع گوناگون نقلی و عقلی (= علمی)، سعی در رفع ابهامات از آیات می‌نماید. تنها با تغییر چینش آیاتِ موضوعِ مورد مطالعه، تلاش خواهد کرد تا به دریافتی روشن‌تر از آیات دست یابد و پاسخ‌های قابل دریافتی را که تنها در این سبک به دست می‌آیند از قرآن استخراج کند. این سبک تفسیری یکی از ریشه‌دارترین سبک‌های تفسیر قرآن، همزاد با نزول آیات و سور قرآن بر پیامبر اسلام (ص) بود. همین روش در نگارش کامل‌ترین درس گرفته تفسیری از آن ایشان، یعنی مصحف امیرمؤمنان (ع) رعایت شد. پس از آن به دنبال تغییری که در چینش سوره‌ها پدید آمد، تفسیرنگاری مسلمانان تابع ترتیب موجود درمصحف رسمی آنان شد. همچنان که پس از قرن‌ها تفسیر نگاری ترتیبی، نیازهای جدید به منظور کشف نظریه‌ها و دیدگاه‌های موضوعی قرآن، رویکرد موضوعی را موجّه ساخت، امروزه نیز ضرورت دارد تا مفسرین با هدف کشف هندسه‌های تربیتی و آموزشی به سمت قرآن رفته و تلاش نمایند تا متد و روش‌های منظم تغییر دینی در چارچوب‌های مستخرج از منبع وحی را به دست آورند و قرآن را به مثابه یک کتاب که تکنولوژی تحول در آن است، نگاه شود نه کتابی که صرفاً آمده تا به انسان آموزش دهد. به نظر عبدالکریم بهجت پور، تفسیر تنزیلی تنها گزینه پیش‌روی مفسران در پاسخ به این ضرورت است.
جواز این سبک تفسیری و اعتبار آن نیز در نزد قائلین به این سبک از مباحث چالش‌برانگیز و سخت است. قائلین به این نظریه برای اعتبار این سبک تفسیری به ادله‌ای تمسک می‌کنند:

## سیره پیامبر اسلام
به نظر بهجت پور اصلی‌ترین پایه و جواز اعتبار این سبک، سیره ابلاغی و تعلیمی رسول خدا می‌باشد. پیامبر اسلام به پیروی از جبرئیل در هر نوبت نزول آیات، شروع به خواندن آن بر مردم می‌فرمود و نکات لازم علمی و عملی آن را به ایشان تعلیم می‌داد. ایشان قائلند در خبری از براء بن عازب وارد شده که پیامبر به دنبال نزول آیه «وَ أَنْذِرْ عَشیرَتَکَ الْأَقْرَبینَ» فرزندان عبدالمطلب را جمع کرد، آیه را بر آن‌ها خواند و آنان را به اسلام دعوت کرد. همچنین عیاشی از علی بن ابی‌طالب نقل می‌کند: «کَانَ الْقُرْآنُ یَنْسَخُ بَعْضُهُ بَعْضاً وَ إِنَّمَا کَانَ یُؤْخَذُ مِنْ أَمْرِ رَسُولِ اللَّهِ بِآخِرِهِ فَکَانَ مِنْ آخِرِ مَا نَزَلَ عَلَیْهِ سُورَهُ الْمَائِدَهِ نَسَخَتْ مَا قَبْلَهَا وَ لَمْ یَنْسَخْهَا شَیْءٌ فَلَقَدْ نَزَلَتْ عَلَیْهِ وَ هُوَ عَلَی بَغْلَتِهِ الشَّهْبَاءِ وَ ثَقُلَ عَلَیْهَا الْوَحْیُ حَتَّی وَقَفَ وَ تَدَلَّی بَطْنُهَا حَتَّی رُئِیَتْ سُرَّتُهَا تَکَادُ تَمَسُّ الأَرْضَ وَ أُغْمِیَ عَلَی رَسُولِ اللَّهِ۹حَتَّی وَضَعَ یَدَهُ عَلَی ذُؤَابَهِ مُنَبِّهِ بْنِ وَهْبٍ الْجُمَحِیِّ ثُمَّ رُفِعَ ذَلِکَ عَنْ رَسُولِ اللَّهِ۹فَقَرَأَ عَلَیْنَا سُورَهَ الْمَائِدَهِ فَعَمِلَ رَسُولُ اللَّهِ۹وَ عَمِلْنَا.» نیز در امالی شیخ طوسی به نقل از هند بن ابی هاله و ابورافع و عمار بن یاسر، سه تن از اصحاب پیامبر، جریان هجرت آن حضرت را نقل می‌کند تا آنجا که می‌نویسد: پس از تصمیم مشرکان مکه بر قتل پیامبر در دارالندوه، وحی خبر را به حضرت رساند و جبرئیل این آیه بر وی خواند: «وَ إِذْ یَمْکُرُ بِکَ الَّذینَ کَفَرُوا لِیُثْبِتُوکَ أَوْ یَقْتُلُوکَ أَوْ یُخْرِجُوکَ وَ یَمْکُرُونَ وَ یَمْکُرُ اللَّهُ وَ اللَّهُ خَیْرُالْماکِرینَ» فَلَمَّا أَخْبَرَهُ جَبْرَئِیلُ بِأَمْرِ اللَّهِ فِی ذَلِکَ وَ وَحْیِهِ وَ مَا عَزَمَ لَهُ مِنَ الْهِجْرَهِ دَعَا رَسُولُ اللَّهِ۹ عَلِیَّ بْنَ أَبِی طَالِبٍ لِوَقْتِهِ فَقَالَ لَهُ یَا عَلِیُّ إِنَّ الرُّوحَ هَبَطَ عَلَیَّ بِهَذِهِ الآیَهِ آنِفاً یُخْبِرُنِی أَنَّ قُرَیْشاً اجْتَمَعَتْ عَلَی الْمَکْرِ بِی وَ قَتْلِی وَ إِنَّهُ أُوحِیَ إِلَیَّ عَنْ رَبِّی عَزَّ وَ جَلَّ أَنْ أَهْجُرَ دَارَ قَوْمِی وَ أَنْ أَنْطَلِقَ إِلَی غَارِ ثَوْرٍ تَحْتَ لَیْلَتِی وَ أَنَّهُ أَمَرَنِی أَنْ آمُرَکَ بِالْمَبِیتِ عَلَی ضِجَاعِی أَوْ قَالَ مَضْجَعِی لِتُخْفِیَ بِمَبِیتِکَ عَلَیْهِ أَثَرِی. الحدیث.» و ابو سعید خدری می‌گوید: «لَمَّا نَزَلَتْ «وَ جیءَ یَوْمَئِذٍ بِجَهَنَّمَ» تَغَیَّرَ لَوْنُ رَسُولِ اللَّهِ وَ عُرِفَ فِی وَجْهِهِ حَتَّی اشْتَدَّ عَلَی أَصْحَابِهِ ثُمَّ قَالَ: أَقْرَأَنِی جَبْرَئِیل «کَلا إِذا دُکَّتِ الْأَرْضُ دَکًا دَکًا وَ جاءَ رَبُّکَ وَ الْمَلَکُ صَفًا صَفًا وَ جیءَ یَوْمَئِذٍ بِجَهَنَّمَ» قَالَ عَلِیٌّ (ع): قُلْتُ یَا رَسُولَ اللَّهِ کَیْفَ یُجَاءُ بِهَا؟ قالَ: تُؤْتِی بِهَا وَ تُقَادُ بِسَبْعِینَ أَلْفَ زِمَامٍ یَقُودُ بِکُلِّ زِمَامٍ سَبْعُونَ أَلْفَ مَلَکٍ فَتَشْرُدُ شَرْدَهً لَوْ تُرِکَتْ لأَحْرَقَتْ أَهْلَ الْجَمْعِ.» فائلین به این نظریه از این روایات که نظایر آن نیز زیاد است، استفاده می‌نمایند که تعلیم آیات و محتوای حلال و حرام آن‌ها به دنبال هر واحد نزول صورت می‌گرفت. پس روش تعلیمی قرآن از سوی پیامبر به ترتیب طبیعی نزول آیات و سور بوده‌است.

## ویژگی خاصمصحف علی بن ابی طالب
قائلین این نظریه پس از تأکید بر اینکه مصاحف صحابه پیامبر، قرآن خالص نبودند، بلکه ترکیبی مزجی از قرآن و بیانات رسول خدا و تفاسیر شنیده شده از ایشان و تقریر آن‌ها توسط صحابه در مصحف بوده‌است؛ بارزترین نمونه این مصاحف را مصحف علی بن ابی طالب می‌دانند. بارزترین ویژگی این مصحف بنا بر نظر اکثر محققین به ترتیب نزول بودن این مصحف است.